# Подъяпольский, Владислав Дмитриевич
Владисла́в Дми́триевич Подъяпо́льский (род. 4 июня 1995, Новокузнецк, Кемеровская область) — российский хоккеист, вратарь московского «Динамо», выступающего в КХЛ.

## Биография
Воспитанник новокузнецкого «Металлурга». Начал профессиональную карьеру в 2015 году в составе «Металлурга», выступая до этого за его фарм-клуб. В феврале 2017 года был командирован из «Металлурга» в клуб «Зауралье» Курган.
С 2019 по 2022 год играл за клуб «Северсталь» Череповец. 14 ноября 2022 года был обменян в СКА на Даниила Пыленкова и Александра Самонова.
22 августа 2023 года был обменян в «Ладу» на денежную компенсацию. 29 октября 2024 года одержал свою 100-ю победу в матчах регулярных сезонов КХЛ.
17 декабря 2024 года был обменян в «Динамо Москва» на денежную компенсацию, которая составила 40 млн. рублей.

### Карьера в сборной
5 декабря 2018 года был вызван в расположение Олимпийской сборной России на Кубок Люцерна в Швейцарии. Был вторым голкипером вслед за Ильёй Коноваловым в обоих матчах, в которых россияне победили, сначала Словакию 2:1, а в финале Швейцарию 5:1, таким образом в составе сборной стал победителем Кубка, не сыграв ни одного матча на турнире.

## Статистика

### Клубная карьера
Данные приведены на 13.01.2019